# Chris Nilan
Chris John Nilan (né le 9 février 1958 à Boston dans l'État du Massachusetts aux États-Unis) est un joueur de hockey sur glace professionnel retraité. Il évolua à la position d'ailier droit et porta les couleurs des  Canadiens de Montréal, des Bruins de Boston, et des Rangers de New York.

## Biographie
Chris Nilan fut sélectionné 231e au total au Repêchage d'entrée amateur dans la LNH 1978, et fut reconnu comme le « dur-à-cuire » ou bagarreur des Canadiens de Montréal au milieu des années 1980. Il est l'un des neuf joueurs de l'histoire de la Ligue nationale de hockey à avoir récolté plus de 3 000 minutes de pénalité en carrière. Il a le record du plus grand nombre de minutes de pénalité en un seul match et en saison régulière dans la LNH (Saison 1983-1984 et 1984-1985) ainsi qu'en séries éliminatoires dans la LNH (Saison 1983-1984 et 1985-1986). Il détient de plus de nombreux records d'équipe : plus grand nombre de minutes de pénalité en une saison et en carrière, dans une série éliminatoire et dans un match en saison régulière et en séries éliminatoires (Canadiens de Montréal); plus grand nombre de minutes de pénalité dans un match en saison régulière (Rangers de New York) et plus grand nombre de pénalités dans un match en saison régulière, en une saison régulière et en séries éliminatoires (Bruins de Boston).
Ce fut le 31 mars 1991, lorsque les Whalers de Hartford affrontèrent Boston, que se déroula l'une des confrontations les plus mémorables de l'histoire de la LNH. Avant la fin de la soirée, Chris Nilan était en voie de réaliser un record de 10 pénalités en un seul match ; six mineures, deux majeures, une pénalité de mauvaise conduite et une pénalité de match (expulsion) pour mauvaise conduite et conduite antisportive, pour un grand total de 42 minutes de punition. Il sera également l'objet de nombreuses autres expulsions au cours de sa carrière, tant à titre de joueur qu'à celui d'entraineur.
Fils d'un homme militaire de carrière influent des Forces Armées spéciales américaines, Henry Nilan, il joue son hockey collégial avec les Huskies de l'Université de Northeastern à Boston, dans la ligue NCAA, de 1976 à 1979. Il maintient une moyenne de 3,5 minutes de pénalité par match durant sa dernière saison dans les rangs collégiaux. Il obtient avec succès une majeure en droit criminel. À sa première saison chez les semi-professionnels, avec les Voyageurs de la Nouvelle-Écosse de la Ligue américaine de hockey (LAH), il récolte 304 minutes de pénalité.
Nilan idolâtre Bobby Orr et rêve alors de jouer pour les Bruins de Boston. Il est cependant repêché par les Canadiens de Montréal en 1978 et il fait ses débuts professionnels le 26 février 1980 contre les Flames d'Atlanta. Il choisit de porter le no 30. Il joue neuf saisons avec Montréal et remporte la Coupe Stanley avec le Canadien lors de la saison 1985-1986. En raison d'une dispute avec l'entraineur-chef de l'époque, Jean Perron, il est échangé en 1988 aux Rangers de New York en retour d'une inversion des choix de première ronde entre les deux équipes. Il prend part à 3 saisons avec les Rangers avant d'être à nouveau échangé, cette fois aux Bruins de Boston en retour de considérations futures et de Greg Johnson. Après avoir disputé une saison et demie à Boston, il est soumis au ballotage au cours de la saison 1991-1992 et est réclamé par les Canadiens de Montréal. Il retourne avec sa toute première équipe disputer 17 matchs en saison régulière avant de se retirer définitivement. Il prend sa retraite en septembre 1992 et gravitera autour du monde du hockey professionnel durant les années qui suivront. Il fut nommé assistant-entraineur des Devils du New Jersey de 1995 à 1996 ainsi qu'assistant-entraineur des Icebreakers de Chesapeake de l'Ligue de Hockey de la Côte-Est (ECHL) de 1997 à 1999.

## Statistiques
| Saison     | Équipe                          | Ligue      |     | Saison régulière | Saison régulière | Saison régulière | Saison régulière | Saison régulière |   | Séries éliminatoires | Séries éliminatoires | Séries éliminatoires | Séries éliminatoires | Séries éliminatoires |
| Saison     | Équipe                          | Ligue      | PJ  | B                | A                | Pts              | Pun              | PJ               | B | A                    | Pts                  | Pun                  |                      |                      |
| 1976-1977  | Northeastern University         | ECAC       | 20  | 3                | 2                | 5                | 0                | -                | - | -                    | -                    | -                    |                      |                      |
| 1977-1978  | Northeastern University         | ECAC       | 20  | 8                | 9                | 17               | 0                | -                | - | -                    | -                    | -                    |                      |                      |
| 1978-1979  | Northeastern University         | ECAC       | 26  | 9                | 17               | 26               | 92               | -                | - | -                    | -                    | -                    |                      |                      |
| 1979-1980  | Voyageurs de la Nouvelle-Écosse | LAH        | 49  | 15               | 10               | 25               | 304              | -                | - | -                    | -                    | -                    |                      |                      |
| 1979-1980  | Canadiens de Montréal           | LNH        | 15  | 0                | 2                | 2                | 50               | 5                | 0 | 0                    | 0                    | 2                    |                      |                      |
| 1980-1981  | Canadiens de Montréal           | LNH        | 57  | 7                | 8                | 15               | 262              | 2                | 0 | 0                    | 0                    | 0                    |                      |                      |
| 1981-1982  | Canadiens de Montréal           | LNH        | 49  | 7                | 4                | 11               | 204              | 5                | 1 | 1                    | 2                    | 22                   |                      |                      |
| 1982-1983  | Canadiens de Montréal           | LNH        | 66  | 6                | 8                | 14               | 213              | 3                | 0 | 0                    | 0                    | 5                    |                      |                      |
| 1983-1984  | Canadiens de Montréal           | LNH        | 76  | 16               | 10               | 26               | 338              | 15               | 1 | 0                    | 1                    | 81                   |                      |                      |
| 1984-1985  | Canadiens de Montréal           | LNH        | 77  | 21               | 16               | 37               | 358              | 12               | 2 | 1                    | 3                    | 81                   |                      |                      |
| 1985-1986  | Canadiens de Montréal           | LNH        | 72  | 19               | 15               | 34               | 274              | 18               | 1 | 2                    | 3                    | 141                  |                      |                      |
| 1986-1987  | Canadiens de Montréal           | LNH        | 44  | 4                | 16               | 20               | 266              | 17               | 3 | 0                    | 3                    | 75                   |                      |                      |
| 1987-1988  | Canadiens de Montréal           | LNH        | 50  | 7                | 5                | 12               | 209              | -                | - | -                    | -                    | -                    |                      |                      |
| 1987-1988  | Rangers de New York             | LNH        | 22  | 3                | 5                | 8                | 96               | -                | - | -                    | -                    | -                    |                      |                      |
| 1988-1989  | Rangers de New York             | LNH        | 38  | 7                | 7                | 14               | 177              | 4                | 0 | 1                    | 1                    | 38                   |                      |                      |
| 1989-1990  | Rangers de New York             | LNH        | 25  | 1                | 2                | 3                | 59               | 4                | 0 | 1                    | 1                    | 19                   |                      |                      |
| 1990-1991  | Bruins de Boston                | LNH        | 41  | 6                | 9                | 15               | 277              | 19               | 0 | 2                    | 2                    | 62                   |                      |                      |
| 1991-1992  | Bruins de Boston                | LNH        | 39  | 5                | 5                | 10               | 186              | -                | - | -                    | -                    | -                    |                      |                      |
| 1991-1992  | Canadiens de Montréal           | LNH        | 17  | 1                | 3                | 4                | 74               | 7                | 0 | 1                    | 1                    | 15                   |                      |                      |
| Totaux LNH | Totaux LNH                      | Totaux LNH | 688 | 110              | 115              | 225              | 3 043            | 111              | 8 | 9                    | 17                   | 541                  |                      |                      |

## Honneurs et distinctions
- Sélectionné pour participer au Match des étoiles de la LNH en 1991 (n'a pas joué en raison d'une blessure)
- Sélectionné sur l'équipe nationale américaine pour le championnat de la Coupe Canada : en 1984 (quatrième position) (n'a pas joué en raison d'une blessure) et en 1987 (cinquième position)
- Nommé entraineur de l'année de l'ECHL lors de la saison 1997-98 avec les Icebreakers de Chesapeake